# 特拉夫涅韋 (科羅斯特舍夫區)
50°25′34″N 29°4′48″E / 50.42611°N 29.08000°E
特拉夫涅韋（烏克蘭語：Травневе）是烏克蘭北部的村莊，隸屬日托米爾州的日托米爾區。該村始建於1794年，面積16.98平方公里，海拔高度175米，2001年人口229。